# Dryopteris kominatoensis
Dryopteris kominatoensis är en träjonväxtart som beskrevs av Tag. Dryopteris kominatoensis ingår i släktet Dryopteris och familjen Dryopteridaceae. Inga underarter finns listade.